# Lavanttal-Arena
 (avril 2025).
Si vous disposez d'ouvrages ou d'articles de référence ou si vous connaissez des sites web de qualité traitant du thème abordé ici, merci de compléter l'article en donnant les références utiles à sa vérifiabilité et en les liant à la section « Notes et références ».
La Lavanttal-Arena est un stade de football situé à Wolfsberg en Autriche dont le club résident est le Wolfsberger AC. Le stade dispose d'une capacité de 7 300 places.